# La Vie d'artiste (film)
Pour les articles homonymes, voir La Vie d'artiste.
Pour plus de détails, voir Fiche technique et Distribution.
La Vie d'artiste est un film français écrit et réalisé en 2006 par Marc Fitoussi, sorti en 2007.

## Synopsis
Alice (Sandrine Kiberlain) rêve de se voir sur un écran de cinéma ou de brûler les planches. Mais pour l'instant, en guise de premier rôle, elle prête sa voix à Yoko Johnson, la courageuse détective d'un dessin animé japonais.
Bertrand (Denis Podalydès) tente d'achever son second roman et aspire à la consécration littéraire. En attendant, il enseigne le français dans un lycée, et n'est pas près de décrocher les palmes académiques.
Cora (Émilie Dequenne) espère bouleverser le petit monde de la chanson française. D'ici là, il lui faut se contenter d'un modeste poste d'animatrice d'un bar karaoké.
Tous les trois sont bien décidés à parvenir à leurs fins. Et tant pis si les chemins de la gloire sont semés d'embûches.

## Fiche technique
- Titre : La Vie d'artiste
- Réalisation et scénario : Marc Fitoussi
- Distributeur : Haut et Court
- Pays :  France
- Date de sortie : 5 septembre 2007

## Distribution
- Sandrine Kiberlain : Alice, actrice réduite au doublage de manga
- Émilie Dequenne : Cora, aspirante-chanteuse réduite aux petits boulots
- Denis Podalydès : Bertrand, professeur de français et écrivain sans succès
- Valérie Benguigui : Solange, la compagne de Bertrand, collègue professeure de mathématiques
- Marilyne Canto : sœur d'Alice, institutrice
- Camille Japy : Annabella, actrice amie d'Alice, en plein succès au théâtre
- Grégoire Leprince-Ringuet : Frédéric, sage élève de Bertrand
- Léopoldine Serre : L'élève trois semaines
- Magali Woch : Manu, meilleure amie de Cora
- Claire Maurier : l'agent d'Alice, en qui elle ne croit pas
- Aure Atika : la responsable de l'Hippopotamus qui engage Cora
- Jean-Pierre Kalfon : Joseph Costals, auteur-chanteur admiré par Cora
- Maria Schneider : épouse de Joseph Costals
- Jean-Marie Winling : éditeur de Bertrand
- Éric Savin : Michel, qui double le manga avec Alice
- Stéphane Guillon : remplaçant de Michel, hyper bavard
- Solenn Jarniou : Bénédicte, superviseuse du doublage du manga
- Francis Leplay : beau-frère d'Alice
- Thibault Vinçon : voisin de Cora
- Lolita Chammah : Caroline
- Chantal Banlier : Annick
- Alain Libolt : patron de la librairie
- Anne Bouvier : la libraire
- Catherine Davenier : Mme la proviseure
- Titouan Laporte : Sacha, le neveu d'Alice
- Thomas Derichebourg : le partenaire d'Annabella
- Monique Couturier : la femme dans la loge
- Olivier Claverie : le directeur de casting
- Jean-Noël Brouté : le réalisateur
- Véronique Barrault : la directrice de casting
- Éric Elmosnino : l'ex d'Alice

## Distinctions
Festival de Deauville 2007 - Prix Michel d’Ornano